# 休 (林肯)
林肯的休（英語：Hugh of Lincoln；1135年或1140年—1200年11月16日），又被稱作阿瓦隆的休（Hugh of Avalon）和勃艮第的休（Hugh of Burgundy），是一名法國貴族，本篤會及加爾都西會修士。在英國宗教改革時期，他是在托馬斯·貝克特之後被稱為聖人的。天主教及基督教定期在11月6日到11月7日舉行宴會紀念他。

## 關聯
- 牛津大學聖休學院